# Александровская волость (Херсонский уезд)
Александровская волость — административно-территориальная единица Херсонского уезда Херсонской губернии.
По состоянию на 1886 год состояла из 7 поселений, 7 сельских общин. Население 11 079 человек (5523 мужского пола и 5556 женского), 1992 дворовых хозяйства.
| Собственность  | Площадь (в т. ч. пахотной) |
| -------------- | -------------------------- |
| Сельских общин | 38 437 (27 776)            |
| Казённая       | 17 234 (6535)              |
| Другая         | 480 (420)                  |
| Всего          | 56 151 (34 731)            |

Самые большие поселения:
- Большая Александровка — село при реке Ингулец в 110 верстах от уездного города, 3200 человек, 629 дворов, православная церковь, еврейская молитвенный дом, школа, 11 лавок, 6 ярмарок, базары по воскресеньям.
- Архангельское (Борозна) — село при реке Ингулец, 2510 человек, 458 дворов, православная церковь, школа, больница, 5 лавок, 4 ярмарки, базары по средам.
- Малая Александровка — село при реке Ингулец, 1467 человек, 306 дворов, православная церковь, школа, лавка.
- Ново-Архангельское (Кулуковка) — село при реке Ингулец, 893 человека, 132 двора, школа, земская почтовая станция, лавка.
- Ново-Дмитриевка — село при реке Ингулец, 1557 человек, 194 двора, православная церковь, 4 лавки.
- Староселье (Леонтьевская пустошь) — село при реке Ингулец, 664 человека, 100 дворов.
- Трифоновка (Поповка) — 788 человек, 173 двора, 2 лавки.

По данным на 1887 год к волости была присоединена территория бывшей Давыдобродской волости:
- Давыдов Брод.